# جينا بوش
جينا بوش (بالإنجليزية: Jenna Bush Hager) هي ابنة الرئيس الأمريكي السابق جورج دبليو بوش.

## روابط خارجية
- جينا بوش على موقع IMDb (الإنجليزية)
- جينا بوش على موقع ميوزك برينز (الإنجليزية)
- جينا بوش على موقع إن إن دي بي (الإنجليزية)
- جينا بوش على موقع قاعدة بيانات الفيلم (الإنجليزية)